# Alcohol graso etoxilado
Los alcoholes grasos etoxilados o éteres de poliglicol de alcoholes grasos o polialquilenglicoléteres, con una estrecha distribución de homólogos, también conocidos como etoxilados de rango estrecho, son tensioactivos no iónicos conocidos, que se producen industrialmente, por ejemplo, por adición de óxido de etileno sobre alcoholes grasos en presencia de catalizadores adecuados (compuestos laminares que hayan sido calcinadoso hidrofobizados con ácidos grasos). Este procedimiento también puede llevarse a cabo por una variedad de distintas sustancias hidrofóbicas y utilizando diferentes compuestos alcoxilantes (por ejemplo, óxido de propileno y óxido de butileno) modificando las propiedades del catalizador.
La parte lipofílica de estos tensioactivos consiste en alcoholes grasos, mientras que la parte hidrófila la forman los polietilenglicoles de cadena corta (polioxietilenos). Los alcoholes grasos suelen derivar de los ácidos láurico (C12), palmítico (C16), esteárico (C-18) u oleico (C18-Δ9); aunque muchas veces, los alcoholes grasos etoxilados son mezclas de varios, de tal manera que se suele indicar el rango de alcoholes que se han etoxilado (por ejemplo, C11-C13, C12-C14, etc). Este es el motivo de que se les conozca como alcoholes etoxilados de rango estrecho.

## Síntesis
Se sintetizan por una reacción de etoxilación bajo una atmósfera inerte con una cantidad de calor determinada dependiendo del material de partida. La reacción procede a través de la apertura del anillo del epóxido (en este caso óxido de etileno) y activación del nucleófilo, anillo o combinación de los mismos a través del catalizador:
Con catalizadores convencionales (por ejemplo, hidróxido de potasio, hidróxido de sodio, etc.) se obtiene una distribución de etoxımeros. Si uno se dirige a un etoxilado de 12 moles con un hidróxido alcalinotérreo convencional, se podría esperar obtener una amplia gama de etoxilados con n siendo de 3 a 30 moles de EO. Con catalizadores de gama estrecha se puede obtener una distribución mucho más estrecha.
Un alcohol graso etoxilado se puede sintetizar a partir del alcohol graso deseado y óxido de etileno a través de una reacción de etoxilación con un catalizador adecuado y una temperatura de 150 a 180 °C a una presión de 2 a 5 bares:
{\displaystyle \mathrm {R{-}OH+n\ C_{2}H_{4}O\longrightarrow R{-}O{-}[CH_{2}{-}CH_{2}{-}O]_{n}{-}H} }

## Propiedades
Estos tensioactivos son resistentes a ácidos y bases. En consecuencia, son adecuados para la emulsificación de grasas y aceites en el entorno altamente ácido o muy alcalino. En función de sus valores de HLB, estos tensoactivos pueden ser o bien de aceite-en-agua (o/w)  o bien de agua-en-aceite  (w/o) o mejorar la humectabilidad.

## Alcoholes grasos etoxilados más frecuentes
La fórmula general de los alcoholes grasos etoxilados sería: 
En la fórmula, m + 1 es el número de átomos de carbono en la cadena alquilo. n indica el número medio de unidades de óxido de etileno por mol, se indica en el nombre del material entre paréntesis.
| Nombre químico                                                                                              | Otro nombre                        | HLB   | Nombre comercial, ejemplo       |
| Polioxietilenéteres de alcoholes láuricos (C-12), Número CAS 9002-92-0, Lauril macrogol éter                |                                    |       |                                 |
| Polioxietilen (4) lauril éter                                                                               | Laureth-4 (INCI)                   | 9,7   | Brij 30                         |
| Polioxietilen (9) lauril éter                                                                               | Laureth-9 (INCI)                   |       | Thesit                          |
| Polioxietilen (23) lauril éter                                                                              | Laureth-23 (INCI)                  | 16,9  | Brij 35                         |
| Polioxietilenéteres de alcoholes cetílicos (C-16), N.º CAS 9004-95-9, Cetil macrogol éter                   |                                    |       |                                 |
| Polioxietilen (2) cetil éter                                                                                | Ceteth-2 (INCI)                    | 5,3   | Brij 52                         |
| Polioxietilen (10) cetil éter                                                                               | Ceteth-10 (INCI)                   | 12,9  | Brij 56                         |
| Polioxietilen (20) cetil éter                                                                               | Ceteth-20 (INCI) Cetomacrogol 1000 | 15,7  | Brij 58                         |
| Polioxietilenéteres de alcoholes cetoestearílicos (C16-C18), N.º CAS 68439-49-6, Cetoestearil macrogol éter |                                    |       |                                 |
| Polioxietilen (6) cetilestearil éter                                                                        | Ceteareth-6 (INCI)                 | 10–12 | Cremophor A6                    |
| Polioxietilen (20) cetilestearil éter                                                                       | Ceteareth-20 (INCI)                |       |                                 |
| Polioxietilen (25) cetilestearil éter                                                                       | Ceteareth-25 (INCI)                | 15-17 | Cremophor A25, Marlipal 1618/25 |
| Polioxietilenéteres de alcoholes estearílicos (C-18), N.º CAS 9005-00-9, Estearil macrogol éter             |                                    |       |                                 |
| Polioxietilen (2) estearil éter                                                                             | Steareth-2 (INCI)                  | 4,9   | Brij 72                         |
| Polioxietilen (10) estearil éter                                                                            | Steareth-10 (INCI)                 | 12,4  | Brij 76                         |
| Polioxietilen (20) estearil éter                                                                            | Steareth-20 (INCI)                 | 15,3  | Brij 78                         |
| Polioxietilen éter de alcoholes oleicos (C-18), N.º CAS 9004-98-2, Oleil macrogol éter                      |                                    |       |                                 |
| Polioxietilen (2) oleil éter                                                                                | Oleth-2 (INCI)                     | 4,9   | Brij 92                         |
| Polioxietilen (10) oleil éter                                                                               | Oleth-10 (INCI)                    | 12,4  | Brij 96, Brij 97                |
| Polioxietilen (20) oleil éter                                                                               | Oleth-20 (INCI)                    | 15,3  | Brij 98                         |
| Otros polialquilenglicoléteres                                                                              |                                    |       |                                 |
| Polioxietilen (10) decil éter (N.º CAS 26183-52-8)                                                          | Deceth-10 (INCI)                   |       |                                 |
| Polioxietilen (10) tridecil éter (N.º CAS 24938-91-8)                                                       | Trideceth-10 (INCI)                |       |                                 |
| Polioxietilen (6) nonil-undecil éter (N.º CAS 68439-46-3)                                                   | C9-C11 pareth-6 (INCI)             | 12,5  | Empilan KR                      |
| Polioxietilen (3) dodecil-tetradecil éter (N.º CAS 68551-12-2)                                              | C12-C14 pareth-3 (INCI)            | 6,7   | Empilan KBE-3                   |